# 자간 (신라)
자간(自簡, ?~?)은 백제 출신의 신라 관리이다.

## 생애
660년, 백제가 망하자 백제에서 달솔(達率)이었던 그는 신라에서 일길찬(一吉飡) 관등의 총관(摠管)에 임명되었으며, 이후 하주총관(下州摠管)으로서 나당연합군의 일원으로서 고구려와의 전쟁에 참여했다.